# Segunda División Peruana 2004
La Segunda División del Perú 2004 fue la 52.ª edición de este torneo de ascenso. Tuvo como participantes a doce equipos del departamento de Lima. A los once equipos que conservaron la categoría en la temporada anterior se les debió unir el Club San José Joyeros, sin embargo este vendió su categoría al Unión de Campeones. El torneo empezó el 24 de julio, culminó el 27 de octubre y se jugaron un total de 22 jornadas en la modalidad todos contra todos.
Para esta edición se eliminó el ascenso directo a la Primera División, estableciéndose que el campeón y el subcampeón se integrarían a la Etapa Nacional de la Copa Perú 2004. Al final del certamen, Olímpico Somos Perú y Deportivo Municipal lograron clasificarse. El Deportivo Municipal fue derrotado en la final de la Copa Perú por el Sport Ancash de Huaraz.
Por otro lado, el equipo de Alcides Vigo perdió la categoría.

## Clasificación general
| #    | Equipo                 | PJ | G  | E | P  | GF | GC | Dif | Pts |
| ---- | ---------------------- | -- | -- | - | -- | -- | -- | --- | --- |
| 1.º  | Olímpico Somos Perú    | 22 | 14 | 5 | 3  | 55 | 22 | +33 | 47  |
| 2.º  | Deportivo Municipal    | 22 | 13 | 6 | 3  | 36 | 14 | +22 | 45  |
| 3.º  | Unión de Campeones     | 22 | 13 | 5 | 4  | 42 | 20 | +22 | 44  |
| 4.º  | Universidad San Marcos | 22 | 12 | 6 | 4  | 32 | 21 | +11 | 42  |
| 5.º  | Aviación-Coopsol       | 22 | 10 | 6 | 6  | 42 | 30 | +12 | 36  |
| 6.º  | Sporting Cristal B     | 22 | 8  | 6 | 8  | 33 | 28 | +5  | 30  |
| 7.º  | Virgen de Chapi        | 22 | 8  | 4 | 10 | 24 | 33 | -9  | 28  |
| 8.º  | Defensor Villa del Mar | 22 | 7  | 5 | 10 | 22 | 35 | -13 | 26  |
| 9.º  | Deportivo AELU         | 22 | 4  | 9 | 9  | 17 | 25 | -8  | 21  |
| 10.º | La Peña Sporting       | 22 | 4  | 7 | 11 | 18 | 35 | -17 | 19  |
| 11.º | Somos Aduanas          | 22 | 5  | 2 | 15 | 23 | 43 | -20 | 17  |
| 12.º | Alcides Vigo           | 22 | 1  | 5 | 16 | 14 | 52 | -38 | 8   |

|  |                                                          |
|  | Clasificado para la Etapa Nacional de la Copa Perú 2004. |
|  | Descendido.                                              |

| Perú                           |
| Campeón                        |
| Olímpico Somos Perú 1.º título |

## Resultados
|               | OLI | AVI | MUN | SM  | LPS | SCB | VIG | DVM | VCH | AEL | UC  | SA  |
| ------------- | --- | --- | --- | --- | --- | --- | --- | --- | --- | --- | --- | --- |
| Olímpico      | XXX | 2-1 | 1-1 | 6-2 | 4-1 | 3-3 | 4-0 | 0-1 | 3-0 | 2-0 | 0-1 | 4-2 |
| Aviación      | 1-2 | XXX | 1-0 | 1-2 | 2-1 | 4-1 | 3-1 | 1-1 | 3-2 | 0-0 | 2-2 | 4-0 |
| Municipal     | 1-2 | 1-2 | XXX | 1-0 | 3-1 | 1-0 | 2-0 | 5-1 | 1-1 | 0-0 | 2-1 | 1-0 |
| San Marcos    | 2-2 | 4-2 | 0-1 | XXX | 1-0 | 0-0 | 3-1 | 1-2 | 1-0 | 0-0 | 0-0 | 2-1 |
| La Peña       | 0-0 | 0-5 | 0-0 | 0-1 | XXX | 2-1 | 1-1 | 2-2 | 1-1 | 2-0 | 0-1 | 1-0 |
| Cristal B     | 3-2 | 1-1 | 1-3 | 1-1 | 4-0 | XXX | 7-0 | 0-1 | 0-1 | 1-0 | 2-2 | 3-2 |
| Vigo          | 1-6 | 1-2 | 1-1 | 0-0 | 1-2 | 0-1 | XXX | 0-0 | 3-5 | 1-3 | 0-3 | 1-0 |
| Villa del Mar | 0-2 | 1-2 | 0-2 | 1-3 | 2-1 | 0-1 | 1-1 | XXX | 2-0 | 1-0 | 1-2 | 1-2 |
| Virgen        | 1-2 | 2-0 | 0-3 | 0-1 | 1-1 | 1-0 | 1-0 | 1-3 | XXX | 1-1 | 0-5 | 2-1 |
| AELU          | 1-1 | 1-1 | 0-2 | 1-3 | 3-1 | 1-1 | 1-0 | 1-1 | 0-2 | XXX | 0-1 | 3-1 |
| Unión         | 0-3 | 2-1 | 2-2 | 1-3 | 1-0 | 2-0 | 4-1 | 6-0 | 0-1 | 1-1 | XXX | 2-0 |
| Aduana        | 0-4 | 3-3 | 0-3 | 0-2 | 1-1 | 1-2 | 2-0 | 2-0 | 2-1 | 2-0 | 1-3 | XXX |

## Premiación
| Jugador          | Equipo              | Categoría                    |
| ---------------- | ------------------- | ---------------------------- |
| Elí Sánchez      | Olímpico Somos Perú | Mejor Jugador del campeonato |
| Juan Luna        | Olímpico Somos Perú | Goleador del campeonato      |
| Raúl Fernández   | Unión de Campeones  | Arquero menos batido         |
| Rodolfo Chávarri | Olímpico Somos Perú | Mejor entrenador             |